# Charles François Delamarche
Pour les articles homonymes, voir Delamarche.

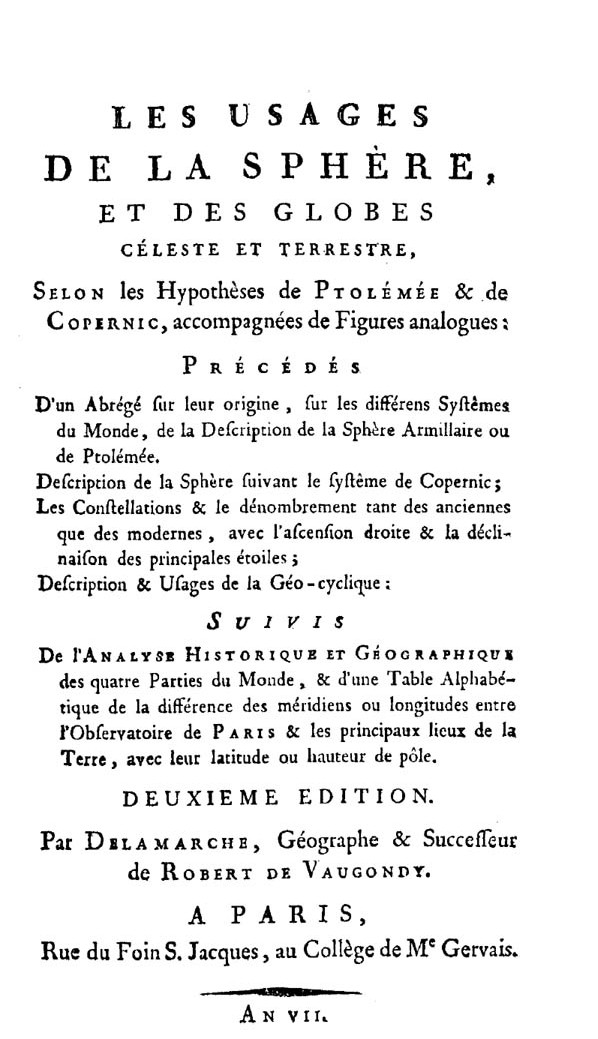
Usages de la sphère, et des globes celeste et terrestre, selon les hypothèses de Ptolèmée et de Copernic, 1794

Charles François Delamarche est un géographe français né en 1740 et mort en 1817 à Paris.

## Biographie
Charles François Delamarche est né à Paris en 1740.
Il est avocat au parlement de Paris.
Éditeur et marchand de cartes, d'atlas et de globes, il acquiert en 1786 le fonds de cartes de Didier Robert de Vaugondy, auprès de  Jean-Baptiste Fortin (1740-1817) qui l'avait acquis de son créateur en 1778, et fit aux traités classiques de géographie des améliorations qui rendirent longtemps ses ouvrages populaires. Ses premiers globes datent de 1770. Membre de la deuxième Assemblée électrorale de Paris en août 1791.
On estime surtout son Traité de la sphère et de l'usage des globes, 1790.
Son fils, Félix Delamarche a pris la direction de la maison d'édition géographique à sa mort. L'activité éditoriale a perduré durant tout le XIXe siècle.
Ce site , www.la-rose-des-vents.com aborde en plusieurs endroits les constructeurs français de globes. Nombreuses photos.